# Halima Nosirova
Halima Nosirova, född 1913, död 2003, var en uzbekisk sångare och skådespelare. Hon var sångare av uzbekisk folkmusik och en framgångsrik sovjetisk skådespelare. Hon var föräldralös och uppfostrades på barnhem. Hon studerade drama i Baku 1924–1927, var anställd som skådespelare vid statliga uzbekiska teatern i Samarkand 1927, och solosångare vid uzbekiska dramatiska och musikaliska teatern i Tasjkent 1930–1986. 